# Evelyn Pinching
Evelyn Amy Pinching, britanska alpska smučarka, * 18. marec 1915, Norwich, † 24. december 1988, London.
Svoj največji uspeh kariere je dosegla na Svetovnem prvenstvu 1936, ko je postala svetovna prvakinja v smuku in kombinaciji ter podprvakinja v slalomu. Nastopila je še na Svetovnem prvenstvu 1935 in Olimpijskih igrah 1936, ko je zasedla deveto mesto v kombinaciji.